# Liens éternels
Série Les trois jeunes filles
Les trois jeunes filles ont grandi (1939)
Pour plus de détails, voir Fiche technique et Distribution.
Liens éternels (Hers to Hold) est un film américain en noir et blanc réalisé par Frank Ryan, sorti en 1943.
C’est le troisième volet de la trilogie non officielle de la série Trois jeunes filles (Three Smart Girls) après Trois jeunes filles à la page (1936) et Les trois jeunes filles ont grandi (1939). Deanna Durbin reprend ici le rôle de Penny Craig, la seule des trois sœurs à n'être pas encore mariée.

## Synopsis
Penny Craig, jeune chanteuse localement célèbre, vient faire un don de sang à l’hôpital de la Croix Rouge. Dans ce même hôpital se trouve Bill Morley, un pilote qui travaille dans une fabrique d'avions, venu lui aussi donner son sang. Afin d'approcher la jeune femme, il se fait passer pour un médecin, réussit à obtenir son numéro de téléphone, puis la drague. Penny est furieuse quand elle apprend l'imposture. Plus tard, Bill téléphone à son domicile mais Penny a averti le majordome de ne pas lui répondre.  
Au cours d'une soirée chez les Craig, Bill arrive. Le majordome alerte sa maîtresse, qui décide de jouer le jeu et de piéger l'imposteur. Elle le conduit à un invité, un véritable médecin. Mais Bill réussit à sortir de ce mauvais pas avec élégance. Il finit par l'embrasser devant tous les invités avant de s'éclipser de la soirée. Les deux jeunes gens se retrouvent plus tard dans un restaurant dansant, et Penny succombe au charme du pilote.
Afin de soutenir l'effort de guerre et se rapprocher de son bien-aimé, elle se fait embaucher dans la même usine que Bill, lequel travaille à la construction d'avions de guerre. Quand une collègue s’évanouit à l'annonce du décès de son mari tombé au champ d'honneur, Penny demande à son père d'intercéder afin que Bill ne soit pas envoyé au front. Mais son père refuse, car, dit-il, l'on a besoin de soldats pour gagner la guerre. De son côté, Bill, qui veut rendre la séparation moins douloureuse et ne sachant pas s'il reviendra vivant, fait parvenir une lettre d'adieu à Penny dans laquelle il écrit que sa relation avec elle n'était pas sérieuse. Mais au moment de partir en mission de guerre à l'étranger, il change d'avis et envoie à Penny un message où il lui avoue son amour. Penny court à l'aéroport rejoindre Bill, sur le point d'embarquer.

## Fiche technique
- Titre français : Liens éternels
- Titre original : Hers to Hold
- Réalisation : Frank Ryan
- Scénario : Lewis R. Foster
- Photographie : Elwood Bredell
- Montage : Ted J. Kent
- Musique : Frank Skinner
- Pays de production :  États-Unis
- Format : noir et blanc - 1,37:1 - Mono
- Genre : Film dramatique, Film musical
- Dates de sortie : 
  - États-Unis : 16 juillet 1943
  - Royaume-Uni : 4 octobre 1943
  - France : 17 novembre 1950

## Distribution
- Deanna Durbin : Penny Craig
- Joseph Cotten : Bill Morley
- Charles Winninger : Judson Craig
- Ludwig Stössel : Binns
- Nella Walker : Dorothy Craig
- Samuel S. Hinds : Dr Crane
- Evelyn Ankers : Flo Simpson
- Iris Adrian : Arlene
- Douglas Wood : Peter Cartwright
- Nydia Westman : infirmière Willing
- Irving Bacon : Dr Bacon
- Murray Alper : Smiley, chef d'équipe
- Fay Helm : Hannah Gordon
- Gus Schilling : Rosey Blake
- Harry Holman (non crédité) : docteur